# Reserva estratégica de petróleo

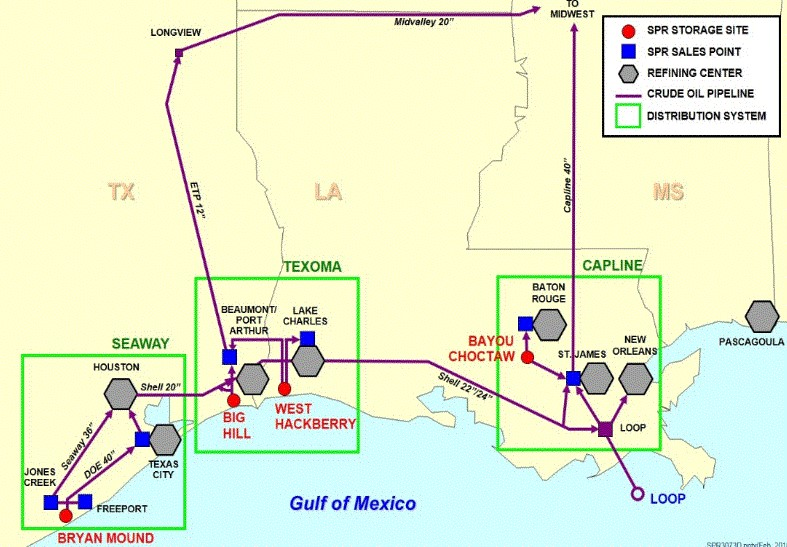
Strategic Petroleum Reserves, United States, 2018.

A Reserva Estratégica de Petróleo, conhecida pela sigla (SPR) do inglês Strategic Petroleum Reserve, é um armazenamento de combustível de emergência de petróleo mantidos pelo Departamento de Energia dos Estados Unidos.
A reserva armazena milhões de barris de óleo cru em cavernas de sal subterrâneas, em quatro locais ao longo do Golfo do México.

## A reserva
A Reserva estratégica de petróleo dos Estados Unidos é a maior fonte de emergência no mundo, com a atual capacidade para armazenar até 727 milhões de barris ou 115.600.000 metros cúbicos de petróleo.
O estoque atual exibido no site da SPR em 31 de janeiro de 2012 era de 695.9 milhões de barris. Isso equivale a 36 dias de consumo nos atuais níveis dos EUA, de cerca de 19 milhões de barris por dia.
Os Estados Unidos começaram a reserva de petróleo em 1975, após o corte no fornecimento de petróleo durante a crise do petróleo de 1973-74, para evitar futuras interrupções de fornecimento temporárias. Segundo o World Factbook, os Estados Unidos importam um total líquido de 12 milhões de barris de petróleo por dia, de modo a SPR seria suficiente para suprir o consumo de 58 dias nos Estados Unidos, no entanto, a capacidade máxima de retirada total da SPR é de apenas 4,4 milhões de barris por dia, tornando-se uma fonte de pelo menos 160 dias.

## Facilidades
As cavernas de sal são mais utilizadas que os tanques de superfície devido os custos de armazenamento serem menores e também porque as pressões do terreno em volta do reservatório selam os vazamentos, além disso e Departamento de Energia afirma que a diferença de temperaturas nas cavernas subterrâneas conserva o óleo circulando, contribuindo assim para manter sua qualidade.